# Excelsior Springs
Excelsior Springs é uma cidade localizada no estado americano de Missouri, no Condado de Clay e Condado de Ray.

## Demografia
Segundo o censo americano de 2000, a sua população era de 10.847 habitantes.
Em 2006, foi estimada uma população de 11.650, um aumento de 803 (7.4%).

## Geografia
De acordo com o United States Census Bureau tem uma área de
25,5 km², dos quais 25,4 km² cobertos por terra e 0,1 km² cobertos por água. Excelsior Springs localiza-se a aproximadamente 268 m acima do nível do mar.

## Localidades na vizinhança
O diagrama seguinte representa as localidades num raio de 8 km ao redor de Excelsior Springs.